# ロシア鉄道ET4A形電車
ET4A形（ロシア語: ЭТ4А）は、ロシア鉄道（ОАО «Российские железные дороги»）で2012年から営業運転を開始したトルジョーク車両工場製の電車。ロシア連邦の国産電車として初めて可変電圧可変周波数制御方式（VVVFインバータ制御方式）を用いた量産形式である。

## 概要・運用
トルジョーク車両工場が1999年に試作したET2A形（ЭТ2А）の技術を基に製造された車両。開発にあたってはトルジョーク車両工場に加え中央研究所TEP（ЗАО ЦНИИ "ТрансЭлектроПрибор" 、ЦНИИ ТЭП）、NPPダリニャーヤ・スヴャースィ（НПП Дальняя Связь）、エレクトロアッパラット（ОАО Электроаппарат）が参加した企業グループ "電気機械交通機関製造"（Транспортное электромашиностроение»）が設立され、2008年から研究が実施された。形式名の「ET4A」（ЭТ4А）は、「トルジョーク車両工場（Т）で製造された第4世代の電車（Э）・誘導発電機（А）を搭載」と言う意味である他、これとは別にトルジョーク車両工場では62-9003と言う番号でも呼ばれている。
編成は制御車（Пг）、中間電動車（Мп）、付随車（Пп）で構成される。トルジョーク車両工場が提示した基本編成は8両編成（Пг+Мп+Мп+Мп+Мп+Пп+Мп+Пг）だが、最短3両、最長12両編成まで組成可能である。車体はそれまでトルジョーク車両工場が生産していたET2形（19,600 mm）よりも長い22m級の長さを有し、乗降扉の幅も1,250 mmに拡大している。各車両の屋根上には換気・暖房機能を搭載したNPPロングハウル（НПП Дальняя связь）製の空調装置が2基設置され、車内照明にはLEDが用いられる。また先頭車にはバリアフリー対応トイレが設置されている。座席配置は3列＋3列のボックスシートである。
エレクトロアッパラットが製造した制御装置はIGBT素子を用いたVVVFインバータ制御を用い、各電動車に4基搭載されたATD450形三相誘導発電機（450 kw）を稼働させる。制動装置として電気指令式空気ブレーキ、回生ブレーキが搭載し、電気指令式空気ブレーキの故障などの非常時には自動的に空気ブレーキが作用するようになっている。
2011年に最初の車両が完成し、全ロシア鉄道輸送研究所（ЭК ВНИИЖТ）の実験線やロシア鉄道の営業用路線での試運転が実施された。これらの結果を受けて2012年4月5日に安全基準への適合を示す証明書が発行され、量産が決定した。営業運転開始は同年の6月9日、サンクトペテルブルク - ルーガ間の急行列車からである。
当初は30編成の量産が計画されていたが、2013年の時点での導入数は3編成のみであり、更に2016年に製造元のトルジョーク車両工場が破産したため、以降の増備は行われていない。

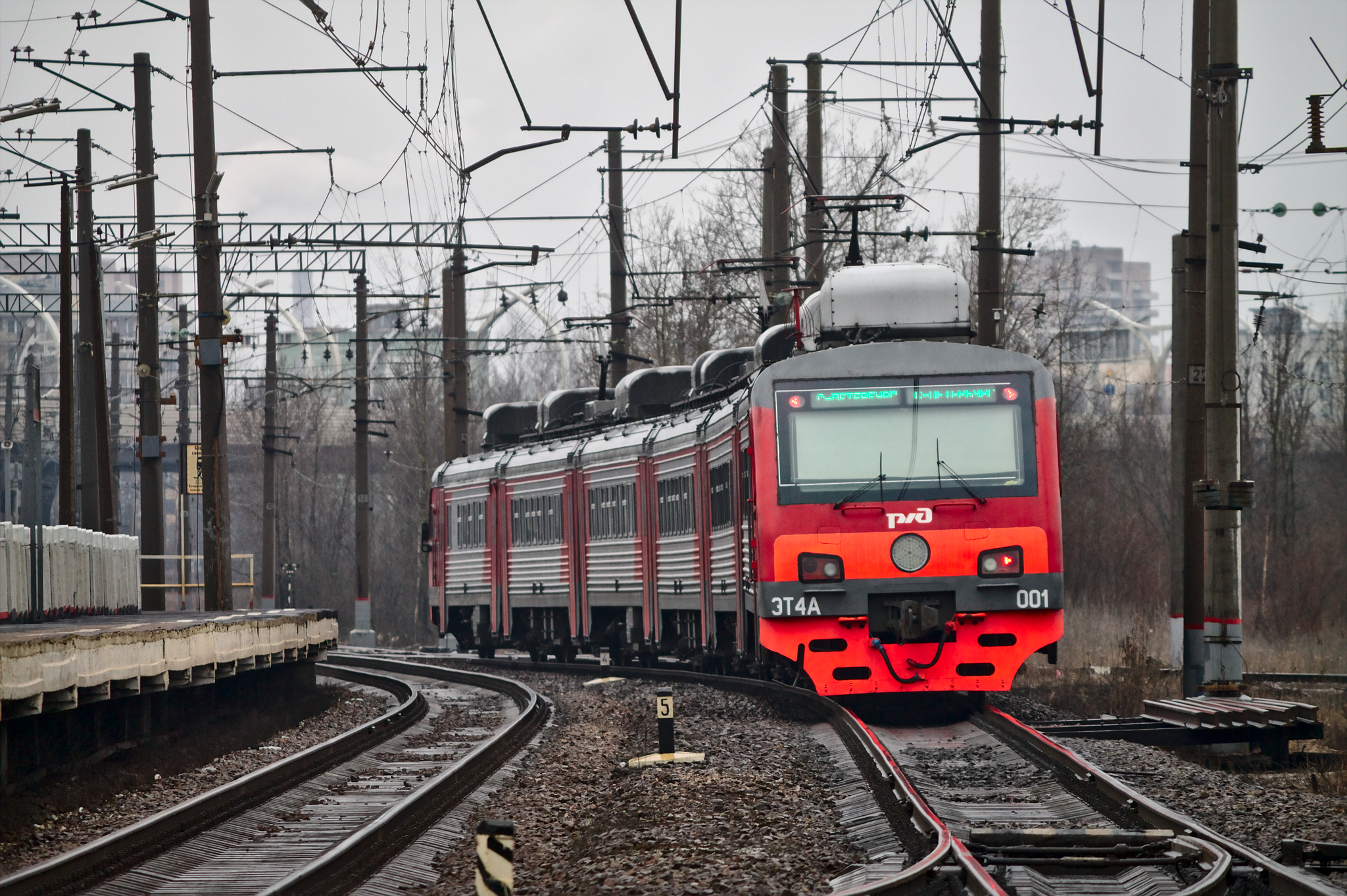
ET4A-001編成 冷房装置の形状が以降の編成と異なる
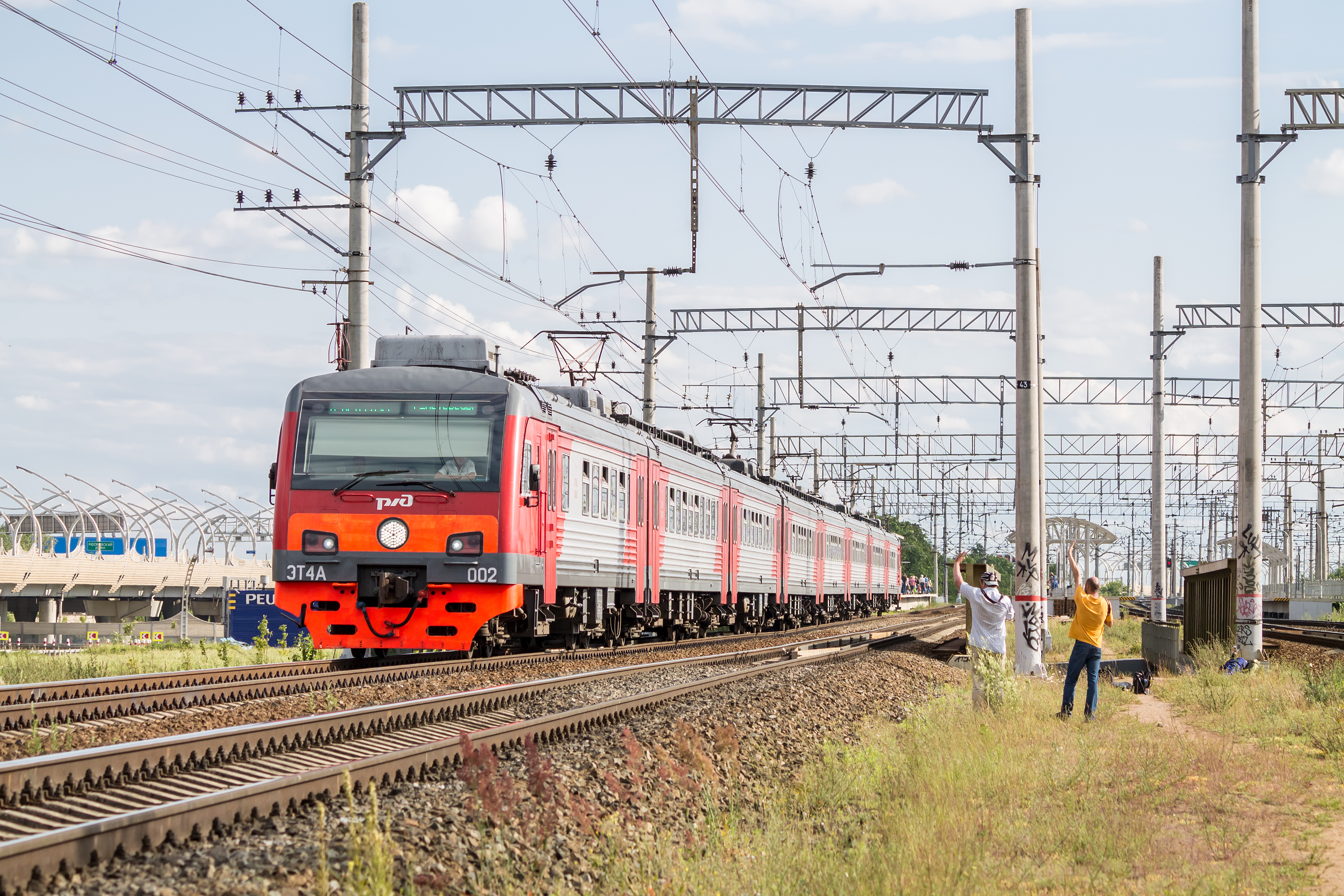
ET4A-002編成
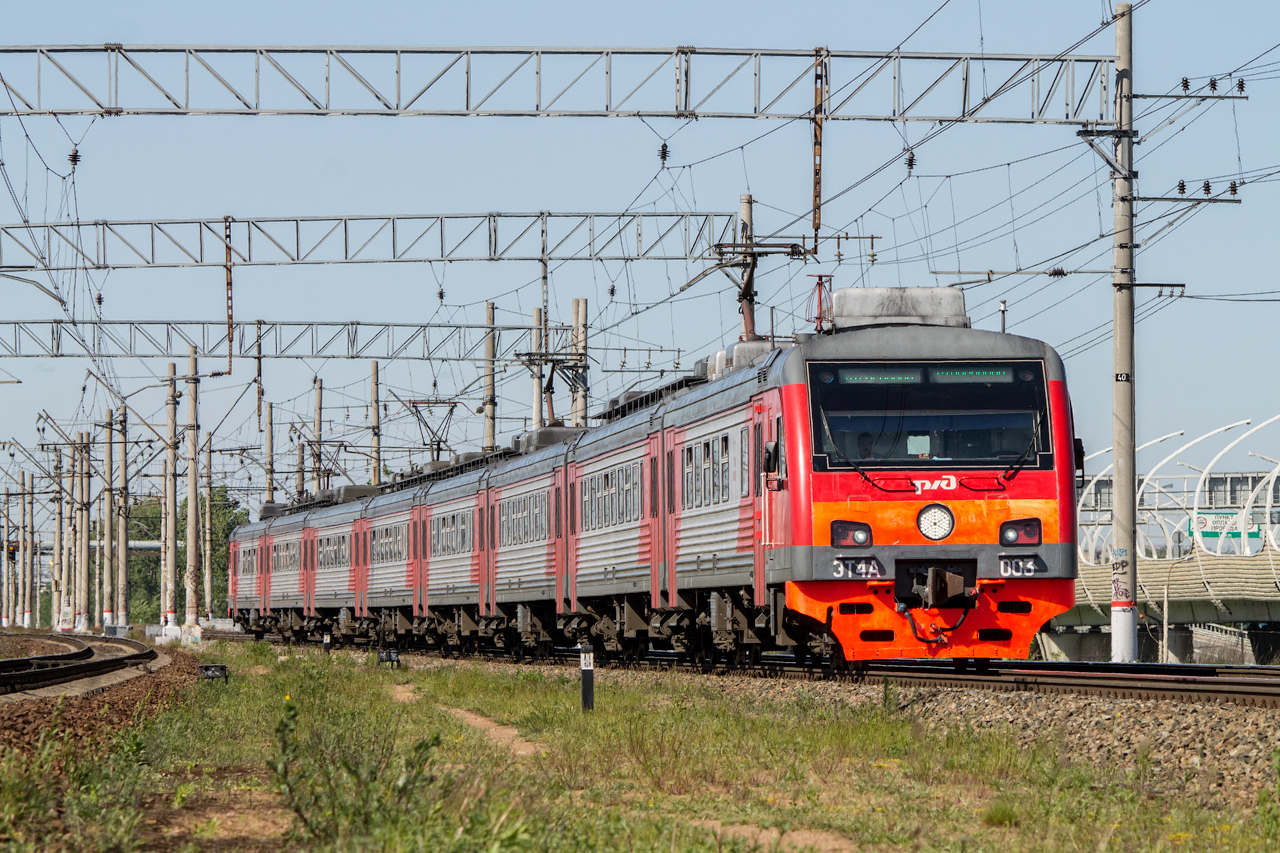
ET4A-003編成

## 関連形式
- DT1形 - トルジョーク車両工場が製造したバイモード車両。ET4A形と同じ構造の車体を有する[11]。

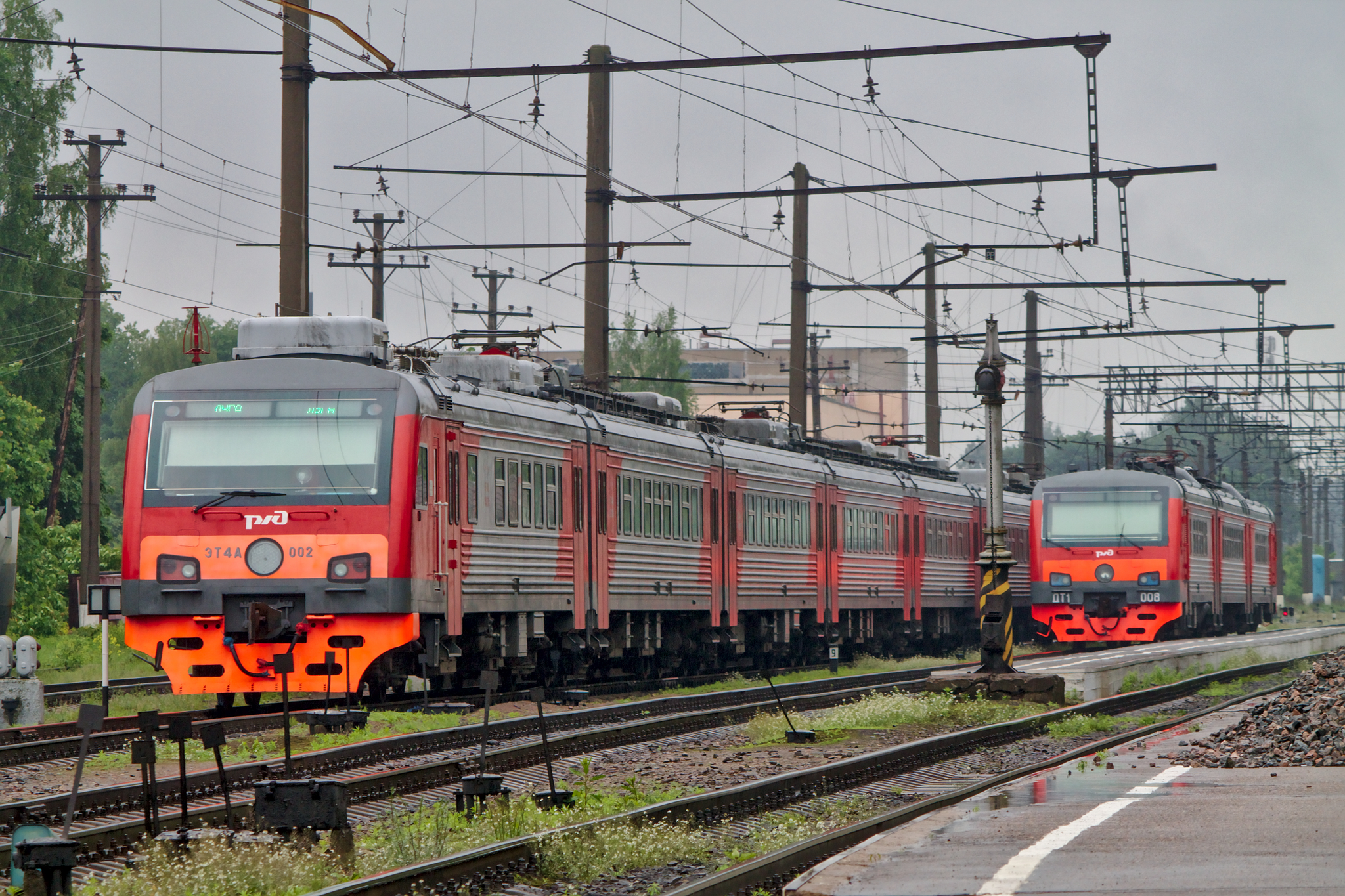
ET4A-002編成（左）と並ぶDT1形（右）